# Catalauniscus hirundinella
Catalauniscus hirundinella is een pissebed uit de familie Trichoniscidae. De wetenschappelijke naam van de soort is voor het eerst geldig gepubliceerd in 1973 door Argano.